# Isca
Isca falu Romániában, Erdélyben, Fehér megyében.

## Fekvése
Metesd közelében fekvő település.

## Története
Isca korábban Metesd része volt, 1956 körül vált külön 65 lakossal.
1966-ban 56, 1977-ben 41, 1992-ben 16, 2002-ben pedig 18 román lakosa volt.